# Zahnarztzentrum.ch
Zahnarztzentrum.ch (vollständig: zahnarztzentrum.ch AG) ist ein Anbieter zahnmedizinischer Leistungen in der Schweiz. Das Unternehmen umfasst 42 Standorte und beschäftigt etwa 900 Mitarbeiter, davon etwa 350 Zahnärzte, Spezialisten und Dentalhygienikerinnen.

## Geschichte
Das Unternehmen wurde 2003 vom Ehepaar Sara und Christoph Hürlimann gegründet und bis 2016 gemeinsam geleitet.
Seit 2016 ist Christian Spliethoff CEO, der seit 2009 bei zahnarztzentrum.ch tätig ist. Ab 2010 beteiligte sich die Private-Equity-Gesellschaft G-Square mit 20 Millionen Franken Investitionskapital als Minderheitsaktionärin. Seit 2015 befand sich das Unternehmen wieder vollständig in Familienbesitz von Sara und Christoph Hürlimann.
Mitte Mai 2020 gab die Firmenleitung bekannt, dass die Migros-Tochter Medbase als Mehrheitsaktionär bei zahnarztzentrum.ch einsteigt. Der Vollzug des Zusammenschlusses erfolgte Ende Juni 2020 nach Prüfung durch die eidgenössische Wettbewerbskommission (WEKO).
Das erste Zahnarztzentrum nahm am 1. April 2003 in Zürich, an der Hardturmstrasse 123, im Zürcher Industriegebiet den Betrieb auf. Heute umfasst das Unternehmen 39 Standorte in 30 Städten der Schweiz (2022). Davon wurden 33 Praxen neu gegründet und 5 Praxen akquiriert. Städte mit mehr als einer Filiale sind: Zürich, Winterthur, Luzern, Basel, Biel und Bern. In der Westschweiz heisst das Unternehmen dentalcenters.ch
zahnarztzentrum.ch beschäftigt ungefähr 900 Mitarbeiter, davon etwa 350 Zahnärzte, Spezialisten und Dentalhygieniker. Seit der Gründung wurden mehr als 500‘000 Patienten in den Zahnarztzentren behandelt (2021).
Christoph und Sara Hürlimann wurden 2010 als Entrepreneur of the Year von Ernst & Young ausgezeichnet, in der Kategorie Emerging Entrepreneurs.
Der Umsatz betrug im Jahr 2014 laut Eigenangaben über 78 Millionen Schweizer Franken.
Im Oktober 2024 gab der Migros-Genossenschafts-Bund bekannt, dass die von ihr übernommene Best Smile AG (Marke: bestsmile) den Betrieb einstellt und die Kunden zum Zahnarztzentrum.ch wechseln können.

## Dienstleistungen
Neben Dentalhygiene und allgemeiner Zahnmedizin umfasst das Angebot Oralchirurgie, Implantologie und Narkosebehandlungen sowie in den meisten Zentren Kieferorthopädie und Kinderzahnheilkunde.
Die Zahnärzte von Zahnarztzentrum.ch arbeiten gemäss Firmenangaben nach den Prinzipien der Evidenzbasierten Medizin (EbM) sowie der minimalinvasiven Zahnmedizin. Ähnlich dem Hausarztmodell werden Patienten grundsätzlich von demselben Allgemeinzahnarzt oder Dentalhygieniker behandelt. Ausnahmen bilden Notfalltermine und Behandlungen beim Spezialisten.

## Kritik
Zahnarztzentrum.ch brachte erstmals eine eigentlich unternehmerische Organisation in eine traditionell von Selbständigen ausgeübte Tätigkeit ein. Dies trug den Gründern Vorwürfe der Schweizerischen Zahnärzte-Gesellschaft SSO ein. Insbesondere die kommerziell ausgerichtete Werbung von Zahnarztzentrum.ch wurde kritisiert sowie der Umstand, dass die beim Unternehmen tätigen Zahnärzte mehrheitlich aus dem EU-Raum stammen.
Im November 2018 zeigte sich der europäische Zahnärzteverband Council of European Dentists (CED) in einer Stellungnahme besorgt über die Zunahme von Dentalketten in Europa. In Spanien und Frankreich gebe es Ketten, die die Patientensicherheit missachteten, Patienten ohne angemessene Versorgung zurücklassen und in einigen Fällen sogar schädigen würden.
Der CED fordert deshalb eine Reihe regulatorischer Massnahmen durch die Politik: Unter anderem sollen nur Zahnärzte Zahnarztketten gründen und betreiben dürfen und die Mehrheit der Anteile und Stimmrechte Zahnärzten gehören müssen. Investoren sollen die vom Zahnarzt getroffenen Behandlungsentscheidungen nicht beeinflussen und Patienten nicht durch falsche Werbung und Preise oder irreführende Finanzpläne getäuscht werden.
Zahnarztzentrum.ch erfüllt laut eigenen Angaben sämtliche Forderungen des CED, ausgenommen jene, dass Zahnärzte, die Gesellschafter sind, als Zahnärzte im Unternehmen praktizieren müssen.